# (34510) 2000 SJ175
2000 SJ175 (asteroide 34510) é um asteroide da cintura principal. Possui uma excentricidade de 0.07848800 e uma inclinação de 12.52971º.
Este asteroide foi descoberto no dia 28 de setembro de 2000 por LINEAR em Socorro.